# Franciszek Ksawery Pułaski
Ne doit pas être confondu avec Franciszek Pułaski.

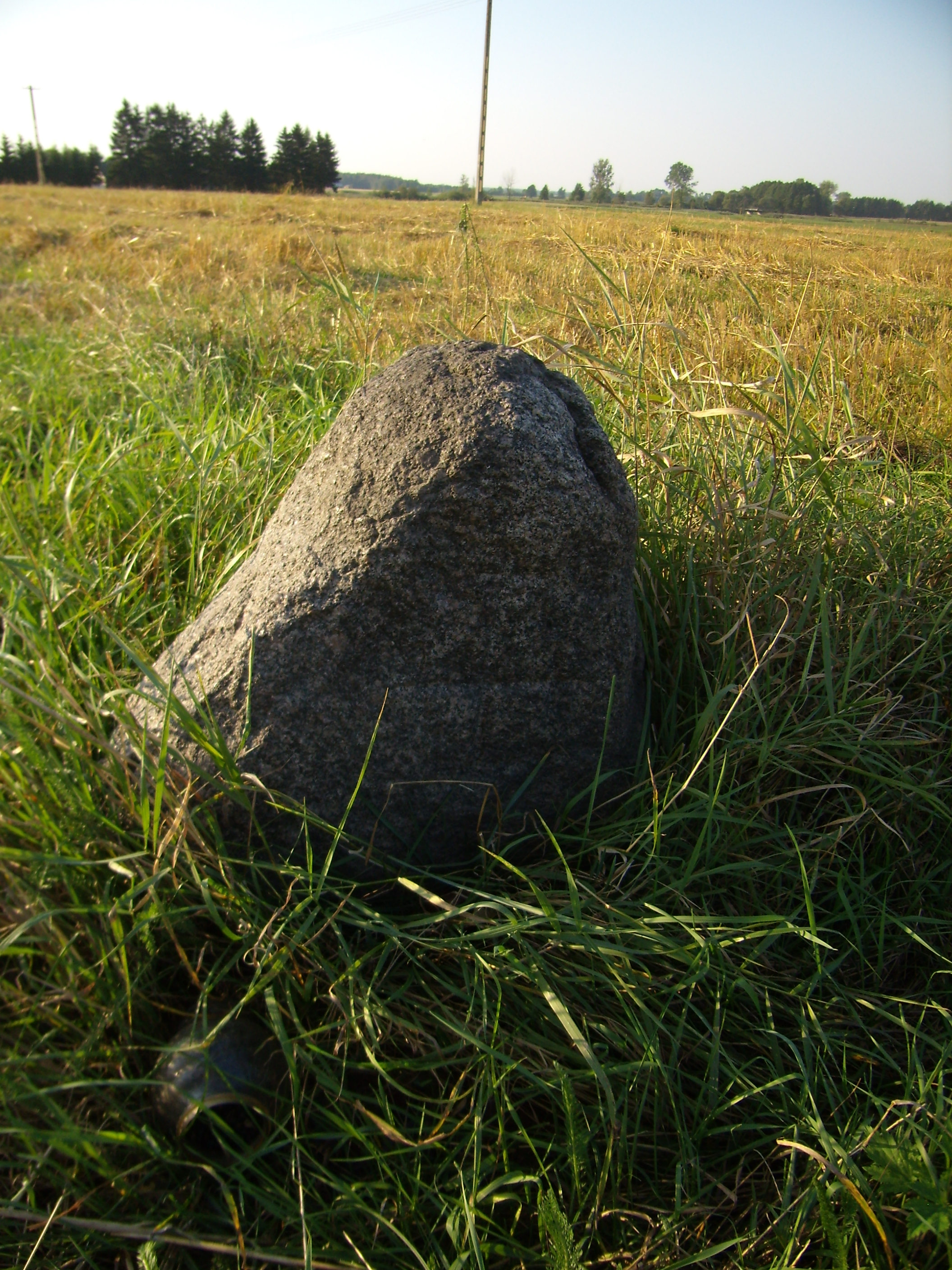
Rocher marquant le charnier des confédérés de Bar tués au cours de la bataille de Łomazy

Franciszek Ksawery Piotr August Stanisław Pułaski de Ślepowron, né le 26 novembre 1743, et mort près de Łomazy le 15 septembre 1769, est un préfet de la ville d'Augustów, colonel de la voïvodie de Podolie, et maréchal de la Confédération de Bar de Przemyśl, frère de Kazimierz Pułaski.

## Biographie
Rebaptisé le 6 mars 1745 à l'église Sainte-Croix de Varsovie, Franciszek, fils de Józef Pułaski, reçoit une éducation bourgeoise au Collège des Théatins de Varsovie entre 1754 et 1759. En 1764, il prend part à la vie politique et rejoint son père au sein de la Confédération de Bar. Il est envoyé en Crimée, en vue d'informer la création d'une nouvelle confédération. Il est l'un des organisateurs de la confédération de Podolie.
Il a participe victorieusement à de nombreuses batailles contre les troupes russes. Étant en désaccord avec la Confédération de Bar , principalement avec Michał Hieronim Krasiński, il part le 23 novembre en expédition en république de Lituanie, avec son frère, sans résultat en raison de la réticence des nobles locaux. Après son retour en Pologne, la confédération s'organise dans la région de Łomża.
Il meurt quelques mois plus tard, le 15 septembre 1769 dans la bataille de Łomazy, engagé auprès de son frère Kazimierz Pułaski. Il est probablement enterré par les Pères de l'Ordre de Saint-Paul, sur le champ de bataille de Łomazy (pl), où se trouve un charnier des confédérés de Bar, lieu repéré par un rocher marqué d'une croix, près de Lubenka (Gmina Łomazy).

## Source
- (pl) Cet article est partiellement ou en totalité issu de l’article de Wikipédia en polonais intitulé « Franciszek Ksawery Pułaski » (voir la liste des auteurs).